# Kolonia Chodaki
Kolonia Chodaki (prononciation [kɔˈlɔɲa xɔˈdaki]) est une localité de la gmina de Zadzim, du powiat de Poddębice, dans la voïvodie de Łódź, située dans le centre de la Pologne.
Elle se situe à environ 5 kilomètres (km) à l'est de Zadzim (siège de la gmina), 14 kilomètres au sud de Poddębice (siège du powiat) et 38 kilomètres à l'ouest de Łódź (capitale de la voïvodie).
Sa population s'élevait à 37 habitants en 2009.

## Administration
De 1975 à 1998, la localité était attachée administrativement à l'ancienne voïvodie de Sieradz.

Depuis 1999, elle fait partie de la nouvelle voïvodie de Łódź.